# 安集延足球俱乐部
安集延足球俱樂部（FK Andijan）是乌兹别克斯坦足球俱乐部，成立于1964年，位于安集延。属于乌兹别克斯坦顶级联赛球队。